# 고립낙원
《고립낙원》은 KBS 2TV에서 방송되었던 교양 프로그램이다. 문명과 도시에서 벗어나 자발적 고립을 선택, 자신만의 낙원을 건설한 자유인들의 삶을 다룬다.

## 기획 의도
치열한 생존경쟁 속, 하루하루 바쁘게 살아가는 도심 속 한국인들에게 힐링과 성찰의 기회를 선사할 프로그램이 찾아온다. KBS2 파일럿 프로그램 ‘고립낙원’은 문명과 도시에서 벗어나 자발적 고립을 선택, 자신만의 낙원을 건설한 자유인들의 삶을 다룬다.

## 방송 시간
| 방송 채널 | 방송 기간                          | 방송 시간           | 비고     |
| --------- | ---------------------------------- | ------------------- | -------- |
| KBS 2TV   | 2019년 11월 5일 ~ 2019년 11월 12일 | 화요일 밤 11시 10분 | 파일럿   |
| KBS 2TV   | 2020년 2월 4일 ~ 2020년 3월 24일   | 화요일 밤 10시      | 정규편성 |

## 시청률
| 회차        | 방송 일자        | 전국 시청률 |             |             |
| 파일럿 편성 | 파일럿 편성      | 파일럿 편성 | 파일럿 편성 | 파일럿 편성 |
| ----------- | ---------------- | ----------- | ----------- | ----------- |
| 1회         | 2019년 11월 5일  | 1.3%        |             |             |
| 2회         | 2019년 11월 12일 | 2.4%        |             |             |
| 정규 편성   |                  |             |             |             |
| 특집        | 2020년 2월 4일   | 1.9%        |             |             |
| 1회         | 2020년 2월 11일  | 1.9%        |             |             |
| 2회         | 2020년 2월 18일  | 1.6%        |             |             |
| 3회         | 2020년 2월 25일  | 1.9%        |             |             |
| 4회         | 2020년 3월 3일   | 2.2%        |             |             |
| 5회         | 2020년 3월 10일  | 2.7%        |             |             |
| 6회         | 2020년 3월 17일  | 2.8%        |             |             |
| 7회         | 2020년 3월 24일  | 2.8%        |             |             |